# فرودگاه کلرمونت کاونتی
فرودگاه کلرمونت کاونتی (به انگلیسی: Clermont County Airport) (به زبان بومی: Sporty's Airport) یک فرودگاه همگانی بهره‌برداری هوایی است که یک باند فرود آسفالت دارد و طول باند آن ۱۰۸۸ متر است. این فرودگاه در کشور ایالات متحده آمریکا قرار دارد و در ارتفاع ۲۵۷ متری از سطح دریا واقع شده‌است.